# Выборы в Екатеринбургскую городскую думу (1996)
Выборы в Екатеринбургскую городскую думу II-го созыва прошли в три этапа ввиду установленного порога явки на выборах в 25%. 

## Ход выборов
Выборы проходили при пороге минимальной явки в 25% в каждом одномандатном округе. По итогу, это привело к вынужденном проведении выборов в три этапа — 14 апреля (16 из 27 избрано), 16 июня (10 из 27 избрано) и 3 июля (1 из 27 избрано), приступив к работе 20 июня 1996 года.

## Результаты выборов
| Итоги выборов в Екатеринбургскую городскую думу II-го созыва |      |       |
| Партия                                                       | Мест | +/-   |
| Независимые                                                  | 18   | ▲     |
| Преображение Урала                                           | 2    | новая |
| Партия российского единства и согласия                       | 1    | новая |
| Женщины России                                               | 1    | новая |
| Социалистическая партия России                               | 1    | новая |
| Российский союз молодёжи                                     | 1    | новая |
| СФКиС                                                        | 1    | новая |
| Яблоко / Команда Кузнецова — Объединенные демократы          | 1    | новая |
| Народно-республиканская партия России                        | 1    | новая |
| Гражданская партия России                                    | 1    | новая |
| Действительных голосов                                       | -    | -     |
| Недействительных голосов                                     | -    | -     |
|                                                              |      |       |
| Всего                                                        | 27   | ▲     |
| Зарегистрированных избирателей / Явка                        | -    | -     |